# Obeidia decipiens
Obeidia decipiens là một loài bướm đêm trong họ Geometridae.